# Malpighia fucata
Malpighia fucata là một loài thực vật có hoa trong họ Malpighiaceae. Loài này được Ker Gawl. mô tả khoa học đầu tiên năm 1817.